# Moment (西城秀樹の曲)
「moment」（モーメント）は、西城秀樹の76枚目のシングル。1997年8月6日にRCAから発売された。

## 解説
- X JAPANのYOSHIKIのプロデュースによる作品である。
- 『HEY!HEY!HEY! MUSIC CHAMP』（フジテレビ系）のエンディング・テーマに使用された[1]。
- 『第48回NHK紅白歌合戦』に2年ぶりに出場し、本作を歌唱した。

## 収録曲
作詞：松井五郎／作曲・編曲：YOSHIKI
1. moment
2. moment（アコースティック・バージョン）
3. moment（オリジナル・カラオケ）